# Антипатр из Тарса
Антипа́тр из Та́рса (др.-греч. Ἀντίπατρος; ок. 200 — ок. 129 до н.э.) — философ-стоик, ученик и последователь Диогена Вавилонского, учитель Панетия Родосского, Дионисия Киренского и Гая Блоссия. Он писал книги о богах и предсказаниях, в основе этики более высокая мораль, чем у его учителя Диогена.
Он учил вере в Бога как «благословенного, вечного и благосклонного к людям», что отчасти противоречило концепции Хрисиппа.
Покончил с собой, приняв яд.